# Housatonic (fiume)
L'Housatonic è un fiume degli Stati Uniti d'America (circa 240 km) che nasce nell'ovest dello Stato del Massachusetts e sfocia nel Long Island Sound, Connecticut.

## Geografia
Il fiume Housatonic nasce da quattro sorgenti nelle Berkshire Mountains e sfocia nel Long Island Sound tra le città di Stratford e Milford.

## Storia
Il nome del fiume deriva dalla frase moicana "usi a di en uk", tradotto come "dietro il posto montagnoso".
Nel corso della storia questo fiume ha ispirato molti poeti locali.
Dal 1935 al 1977 è stato però soggetto ad inquinamento dalla vicina stazione della General Electric.